# Solsbury Hill (heuvel)

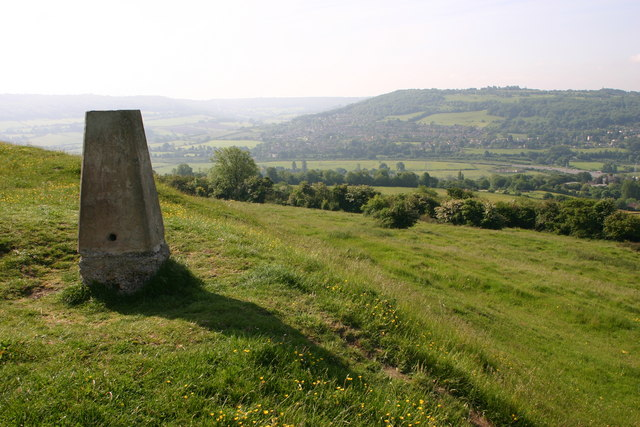

Little Solsbury Hill (beter bekend als Solsbury Hill) is een kleine platte heuvel en de locatie van een heuvelfort uit de ijzertijd. Hij bevindt zich boven het dorp Batheaston in Somerset, Engeland. De heuvel is een van de verscheidene locaties waar de Slag om Badon zou hebben plaatsgevonden, en toont de overblijfselen van een middeleeuws systeem van afgebakende akkers.
De heuvel wordt bezongen in het gelijknamige lied van Peter Gabriel.